# 青山浩之
青山 浩之（あおやま ひろゆき、1968年 - ）は、日本の書写書道の教育者、書家。「美文字王子」の愛称で知られ、メディアなどでは「美文字研究家」として紹介されることが多い。横浜国立大学教育人間科学部教授。

## 経歴・人物
愛知県岡崎市出身。小学校1年生のとき近所の書道教室に通い始める。この頃から文字を意識するようになったという。岡崎市立山中小学校、岡崎市立東海中学校卒業。中学高校時代は野球部に専念。6年間書道から離れる。
1990年3月、東京学芸大学教育学部特別教科教員養成課程卒業。1992年3月、同大学大学院教育学研究科美術教育専攻書道講座修了。同年4月、学習院高等科と東京学芸大学附属竹早中学校の非常勤講師となる。いくつかの学校で非常勤講師を務めたのち、2000年4月、横浜国立大学教育人間科学部の文部教官に就任。2002年4月、同大学助教授に就任。2014年4月、同大学教授に就任。
書家としては、2008年9月、全国大学書写書道教育学会の学会賞を受賞。2009年7月、第61回毎日書道展の毎日賞を受賞。
2008年10月8日放送の『ためしてガッテン』の「さらば! クセ字＆悪筆 1時間で美文字に変身」に出演。翌2009年3月16日発売の『ためしてガッテン 春号』（主婦と生活社）の特集「わずか１時間の美文字習得術」の監修と執筆を担当。
2011年10月6日より、日本テレビの情報・バラエティ番組『PON!』のレギュラーコーナーを担当（毎週木曜日）。
2015年11月から2016年1月にかけて、NHKの教養番組『まる得マガジン』で筆ペン講座を受け持った。
書写教育の研究活動や教員育成に取り組むほか、テレビや雑誌などを通じて美文字の普及に努めている。監修本も含め、出版物が多数ある。

## 主な著書

### 単著
- 『こうすればきれいな字が書ける』小学館、2010年11月29日。ISBN 978-4778037192。
- 『100％書き込み式 ペン字練習帳』新星出版社、2011年12月6日。ISBN 978-4405055667。
- 『青山浩之 美文字の鉄則』日経BP、2012年11月19日。ISBN 978-4822230654。
- 『感謝の心を伝えるお礼のハガキ美文字練習帳』永岡書店、2013年5月22日。ISBN 978-4522430828。
- 『DVDですぐ上達! 10日で「美文字」が書ける本』講談社、2013年11月29日。ISBN 978-4062997966。
- 『クセ字が直る 美文字レッスン帳』NHK出版、2015年3月23日。ISBN 978-4141992103。
- 『大和言葉を美しく書く ペン字練習帳』主婦の友社、2015年9月2日。ISBN 978-4074125012。
- 『美文字を自在に 筆ペン練習帳』NHK出版、2016年2月8日。ISBN 978-4141992257。
- 『万年筆で極める美文字』実務教育出版、2016年11月16日。ISBN 978-4788914872。

### 共著
- 青山浩之、西尾市立津平小学校『「書く力」を育てる 小学校国語 書写の授業プラン』明治図書出版、2012年11月1日。ISBN 978-4180547357。
- 青山浩之、岡崎市立山中小学校現職研修部、岡崎市現職研修委員会国語（書写）部『小学校書写 指導のアイデア&授業モデル』明治図書出版、2016年10月20日。ISBN 978-4182698231。